# Ringlaan 2 (Baarn)
Villa Harscamp aan de Ringlaan 2 is een gemeentelijk monument in Baarn in de provincie Utrecht. Het huis staat in het Wilhelminapark dat onderdeel is van  rijksbeschermd dorpsgezicht Prins Hendrikpark e.o.

## Oorsprong
De villa is in 1911/1912 gebouwd in opdracht van Jhr. L.P.D. Op ten Noort. Het ontwerp is van architect Samuel de Clercq. De naam van de villa is ontleend aan een huis in Ede dat reeds in het bezit was van de familie Op ten Noort. Op ten Noort was in 1888 een van de oprichters van de Koninklijke Pakketvaart Maatschappij. In de villa zijn veel referenties naar het beroep van Op ten Noort verwerkt.

## Bewoning
De villa werd in 1911 ook bewoond door Op ten Noort. Nadien heeft de villa als kindertehuis van het Leger des Heils dienstgedaan. De villa heeft thans een kantoorbestemming.

## Ringlaan
De Ringlaan dankt zijn naam aan het feit zij (vroeger) als een ring om villa Harscamp liep. De naam is bij raadsbesluit van 29 november 1912 officieel vastgesteld.